# John Macdougall, Lord of Argyll

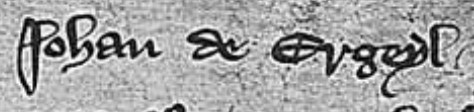
Der Name von John Macdougall in einer 1315 verfassten Petition an ein englisches Parlament

John MacDougall, Lord of Argyll (auch John of Lorne, of Argyll, de Ergadia oder John Bacach; † September 1316 in Ospringe) war ein schottischer Magnat.

## Herkunft
John Macdougall entstammte der Familie Macdougall, die im 13. Jahrhundert zu den führenden Adelsfamilien der westschottischen Inseln gehörten. Er war der älteste Sohn von Alexander Macdougall und dessen Frau, einer Tochter von John Comyn of Badenoch. Sein Vater war Lord of Argyll, der Isle of Mull und weiterer Inseln der Hebriden. John wird in der Geschichtsschreibung oft als John of Lorne bezeichnet, doch in zeitgenössischen Quellen wird er meist als John of Argyll bzw. als John de Ergadia bezeichnet. Seinen gälischen Beinamen Bacach („der Lahme“) erhielt er wahrscheinlich erst später, dieser Name beruht wohl auf einer Verwechslung mit einem namensgleichen Cousin von ihm.

## Rolle während des Thronfolgestreits in Schottland und während des Kriegs mit England
John wird erstmals 1291 erwähnt, als er dem englischen König Eduard I. als Oberherrn von Schottland die Treue schwor. Während des schottischen Thronfolgestreits ab 1290 unterstützte die Macdougalls den Thronanspruch von John Balliol. Die Familie Comyn, der Johns Mutter entstammte, gehörte zu den wichtigsten Unterstützern von Balliol. Der Thronfolgestreit erneuerte alte Konflikte zwischen den Adelsfamilien in Westschottland. 1296 kam es zum Krieg zwischen England und Schottland, worauf der englische König Schottland besetzte. Johns Vater Alexander of Argyll geriet 1296 in englische Gefangenschaft. Daraufhin besetzte Alexander Macdonald, Lord of Islay die Halbinsel Kintyre, die bislang zu den Besitzungen der Macdougalls gehört hatte. John und sein Bruder Duncan setzten den Kampf nun als erbitterte Fehde gegen die Macdonalds fort. Der englische König beauftragte den bisherigen Guardian James Stewart und andere schottische Barone, Alexander Stewart, Earl of Menteith im Kampf gegen John Macdougall zu unterstützen. Der Überlieferung nach wurde der mit dem Earl of Menteith verbündete Cailin Mor, das Oberhaupt der Familie Campbell, um 1296 in einem Gefecht in Lorne von einer Streitmacht der Macdougalls unter Führung von John getötet. John Macdougall und sein Vater Alexander akzeptierten schließlich die englische Herrschaft in Schottland und wurden loyale Unterstützer von König Eduard I. Der englische König drückte noch 1304 in einem Brief sein Vertrauen in die Loyalität von John aus.

## Gegner von Robert Bruce
Im Februar 1306 ermordete Robert Bruce Macdougalls Cousin John Comyn of Badenoch. Wenig später erklärte sich Bruce zum König von Schottland und setzte den Kampf gegen die englische Besatzung fort. Der Mord an Comyn führte aber dazu, dass Macdougall den Thronanspruch von Bruce entschieden ablehnte. Nachdem das Heer von Bruce im Sommer 1306 in der Schlacht bei Methven von englischen Truppen besiegt worden war, flüchtete Bruce mit seinen verbliebenen Anhängern nach Westschottland. An der Grenze zu Argyll wurde er von einem von Macdougall geführten Aufgebot gestellt. Im Gefecht bei Dalry im Juli oder August 1306 wurde Bruce besiegt und seine Anhänger zerstreut. Der Legende nach soll in dem Gefecht ein tödlich verwundeter Kämpfer der Macdougalls dem flüchtigen Bruce die legendäre Brooch of Lorn (englisch Brooch of Lorn) entrissen haben. Dennoch konnte Bruce knapp entkommen. Macdougall unterstützte Anfang 1307 die englischen Militärs John Botetourt, Robert Clifford und Henry Percy bei der Jagd auf den nach Galloway in Südschottland zurückgekehrten Bruce.

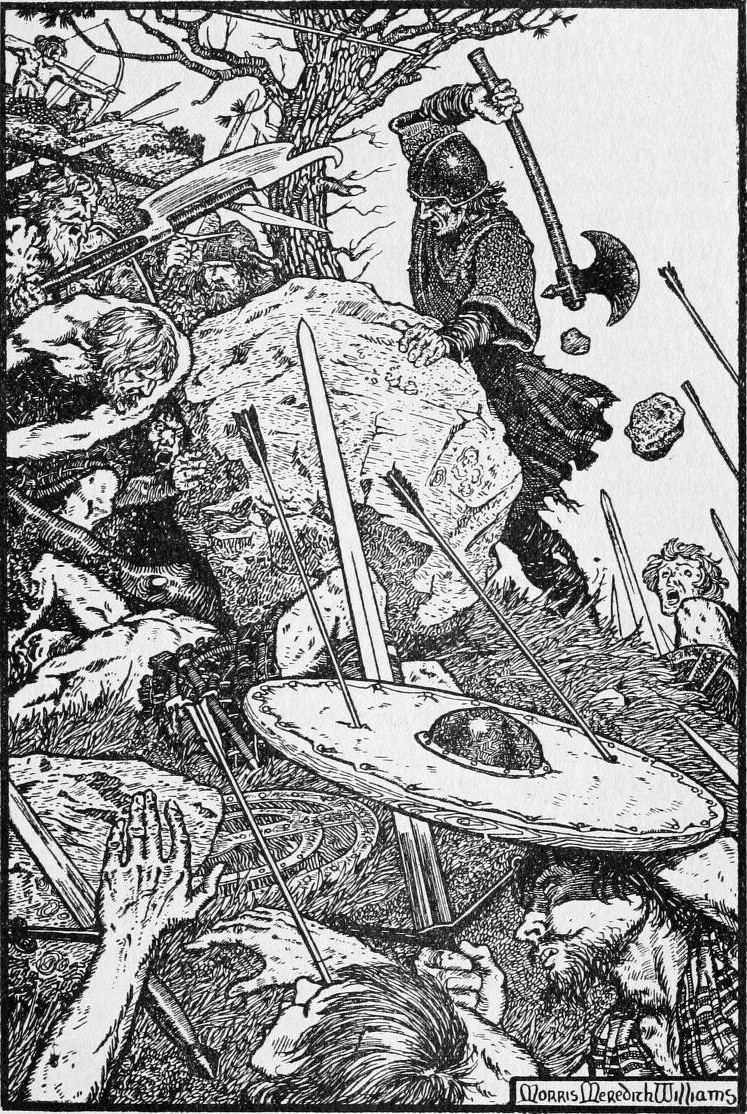
Die Schlacht am Pass von Brander. Historisierende Darstellung aus dem frühen 20. Jahrhundert.

## Niederlage und Flucht
Bruce gewann jedoch weiter an Unterstützung und konnte sich gegen die Engländer behaupten. Im Frühjahr 1307 zog er mit seinen Unterstützern nach Norden und zwang John Macdougall zum Abschluss eines kurzzeitigen Waffenstillstands. Der englische König Eduard II. ernannte Macdougall zum Sheriff von Argyll und den Hebriden, gewährte ihm aber keine weitere Unterstützung im Kampf gegen Bruce. Im Winter von 1307 bis 1308 war Macdougall krank in Dunstaffnage Castle, dem Hauptsitz der Familie. Angesichts der Erfolge von Bruce in Nordschottland bat er in einem Brief an den englischen König diesen dringend um Unterstützung. Da der 1307 geschlossene Waffenstillstand abgelaufen war, zog Bruce im August 1308 mit einem Heer nach Argyll, wobei er vermutlich von den Macdonalds, den Rivalen der Macdougalls unterstützt wurde. Das Aufgebot der Macdougalls versuchte, dem Heer von Bruce am Pass von Brander den Weg zu versperren, wurde aber dort in einer Schlacht geschlagen. Nach der Niederlage ergab sich Macdougalls alter Vater Alexander. John Macdougall war während der Schlacht immer noch krank gewesen und hatte die Schlacht von einem Schiff auf dem Loch Etive aus verfolgt. Nach der Niederlage flüchtete er zunächst nach Inchchonell Castle, einer weiteren Burg der Familie. Nach dem Chronisten John Barbour soll er von Robert Bruce gefangen genommen worden sein. Bruce soll ihn in Dumbarton und schließlich in Lochleven Castle eingekerkert haben, wo er schließlich gestorben sei. Diese Angaben sind jedoch falsch. Stattdessen war Macdougall angesichts seiner aussichtslosen Lage per Schiff nach England geflüchtet. Auch sein Vater, der sich zunächst Bruce unterworfen hatte, flüchtete 1309 aus Schottland. Robert Bruce beschlagnahmte daraufhin die Besitzungen der Macdougalls und vergab sie an seine Unterstützer. Ein Teil der Besitzungen fiel an die Campbells, die damit ihre Stellung zwischen Loch Fyne und Loch Creran begründeten.

## Militär im Dienst des englischen Königs
In England trat Macdougall als Militär in die Dienste von König Eduard II. Im Juni 1310 nahm er zusammen mit seinem Vater an einer Ratsversammlung des Königs in Westminster teil. Alexander Macdougall starb vor Ende des Jahres. Im Auftrag des englischen Königs sollte John Macdougall den Kampf gegen Bruce von einem Stützpunkt in Irland aus fortsetzen. Ende Februar 1310 hatte der englische König befohlen, dass 60 Schiffe aus Irland und Westengland eine Streitmacht von 4000 Mann, darunter 500 leichte Reiter, unter John Macdougall für einen Angriff nach Südwestschottland transportieren sollen. Der Angriff wurde aber offenbar nicht durchgeführt. Im selben Jahr sollte Macdougall eine Flotte gegen die Hebriden führen. 1311 wurde er zum Admiral und Kapitän in der Irischen See ernannt. Im August 1312 nahm er mit anderen Exilanten an einem englischen Parlament in Westminster teil. Als der englische König im Sommer 1314 einen Feldzug nach Schottland plante, sollte Macdougall als Admiral der westlichen Flotte Soldaten und Nachschub aus Irland nach Skinburness bei Carlisle übersetzen. Ob die Truppen aus Irland aber an der Schlacht von Bannockburn teilnahmen, ist unsicher. Vor dem 15. Februar 1315 eroberte Macdougall mit einer Flotte und Armee aus Dublin die Isle of Man für den englischen König. Im März konnte er dann Donald of Islay besiegen. Krank und erschöpft zog sich Macdougall aber 1316 nach England zurück, woraufhin die Schotten die Seeherrschaft in der Irischen See gewinnen konnten. Der englische König gewährte Macdougall 1316 eine Pension. Er starb im September 1316 in Ospring im südenglischen Kent, als er unterwegs auf einer Wallfahrt nach Canterbury war. Zu seinem Testamentsvollstrecker bestimmte er Dungal Macdowell, einen ebenfalls vor Bruce ins Exil geflohenen schottischen Adligen aus Galloway. Der englische König hatte Macdougall 1316 noch eine jährliche Pension von 200 Mark gewährt, doch noch zehn Jahre nach seinem Tod musste sich sein Testamentsvollstrecker Macdowell wegen seiner Schulden mit seinen Gläubigern auseinandersetzen.

## Nachkommen
Der Name von Macdougalls Frau ist unbekannt. Er hatte mindestens zwei Söhne und zwei Töchter:
- Ewen Macdougall
- Alan Macdougall
- Mary Macdougall ⚭ John Stirling of Rathoran
- Tochter ⚭ Patrick Graham

Der Überlieferung nach soll er mit Somhairle und Alexander Og noch zwei weitere Söhne gehabt haben. Seine Söhne Ewen und Alan gehörten zum Haushalt des englischen Königs Eduard II. Ewen versuchte 1332 erfolglos, zu Beginn des Zweiten Schottischen Unabhängigkeitskriegs im Gefolge von Edward Balliol die Besitzungen der Familie in Westschottland zurückzugewinnen. Erst John Macdougall, ein Sohn von Alan, erhielt Mitte des 14. Jahrhunderts unter ungeklärten Umständen einen Teil von Argyll zurück.

## Nachwirkung
Als erbitterter Gegner von Robert Bruce, der sich diesem nie unterwarf, wurde Macdougall von zahlreichen Chronisten negativ dargestellt. Dennoch ist in den Chroniken von John Barbour, Blind Harry und in anderen Berichten erkennbar, dass die Haltung von Macdougall, wenn auch widerwillig, respektiert wurde.